# Gilberto (Disney)
Nas histórias Disney, Gilberto (Gilbert no Original) é o inteligentíssimo sobrinho do Pateta e primo do Max; possuindo ainda a identidade secreta do Supergilberto (ou SuperGil; como às vezes é chamado).
Só existe nos Quadrinhos.

## Primeira aparição
Sua primeira história foi "Goofy", publicada em maio de 1954, nos EUA.
Sua primeira história criada no Brasil foi "Oh! Que Sobrinhos Interessantes!... ", publicada na revista "Zé Carioca" 497, de 1961, com desenhos de Jorge Kato.

## Nomes em outros idiomas
- Alemão: Alfons
- Árabe: زقزق
- Chinês: 吉尔伯特
- Croata: Šiljče
- Finlandês: Pikku-Pelle
- Grego: Φράνκυ Μπούκ
- Holandês:Kareltje
- Italiano: Gilberto de Pippis
- Norueguês: Ferdinand
- Russo: Гилберт
- Turco: Canitez

Em vários idiomas, como o Inglês, Italiano ou Espanhol possui uma pequena variação, como Gilbert ou Gilberto, como em Português